# Hestralund
Hestralund är en bebyggelse i Bollebygds kommun. Bebyggelse klassades av SCB 2020 som en småort.